# عصرية الزامل
عصرية الزامل (9 مارس 1949 -)، مخرجة وممثلة كويتية. بدأت العمل الفني بعام 1967 كمخرجة ثم انتقلت للتمثيل وقد شاركت بالأدوار الثانوية كالصديقة أو الجارة، من أهم أدوارها كانت في مسلسلات بو صالح يريد حلا، الشريب بزة، خوات دنيا. لها ايضًا العديد من المساهمات الإذاعية.

## من أعمالها
- ضاع الديك (1971)
- بوصالح يريد حلا (1985)
- أبو الفلوس (1987)
- القدر المحتوم (2001)
- جرح الزمن (2001)
- الشريب بزة (2002)
- بقايا ليل (2005)
- حبل المودة (2006)
- درويش (2007)
- وعاد الماضي (2009)
- الجليب (2011)
- خوات دنيا (2012)
- ريحانة (2014)
- الجدة لولوة (2016)
- بياعة النخي (2016)

## روابط خارجية
- عصرية الزامل على موقع قاعدة بيانات الأفلام العربية